# فرودگاه فارو
فرودگاه فارو (به انگلیسی: Faro Airport) (به زبان بومی: Aeroporto de Faro) یک فرودگاه همگانی باربری با کد یاتا FAO است که یک باند فرود آسفالت دارد و طول باند آن ۲۴۹۰ متر است. این فرودگاه در شهر فارو (پرتغال) کشور پرتغال قرار دارد و در ارتفاع ۸ متری از سطح دریا واقع شده است.

## شرکت‌های هواپیمایی و مقصدهای پروازی

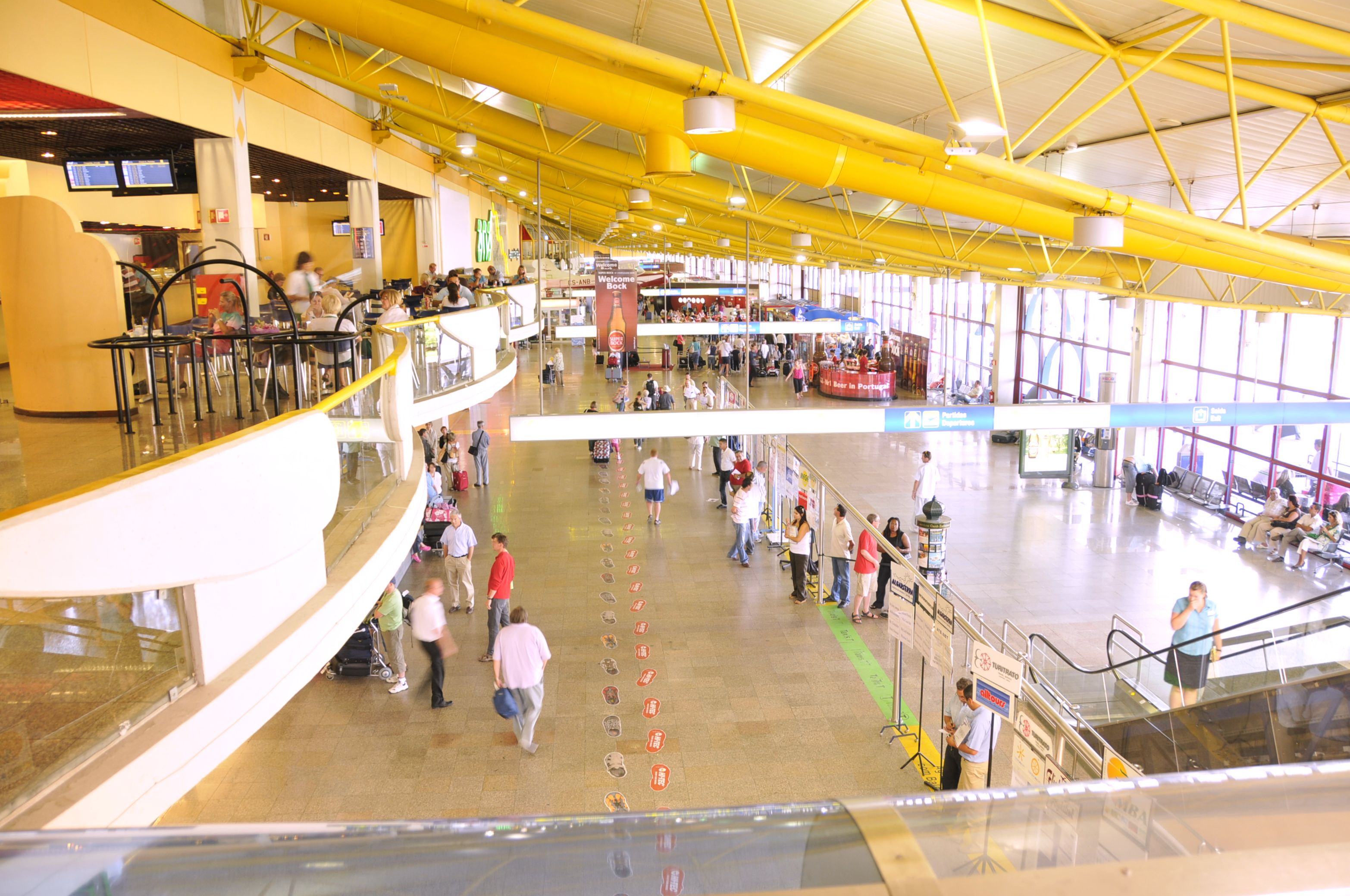
Check-in area

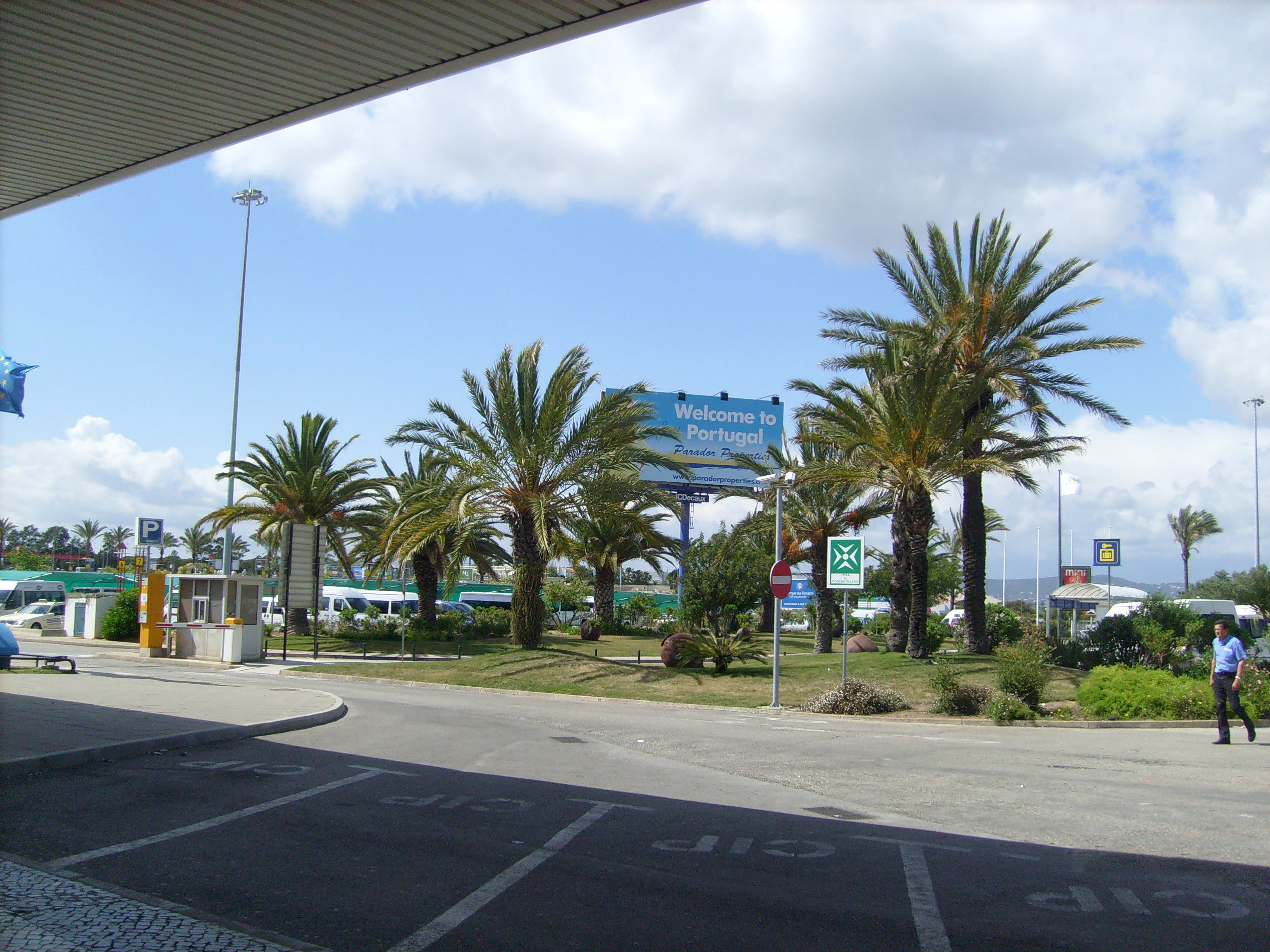
The forecourt of the arrivals hall

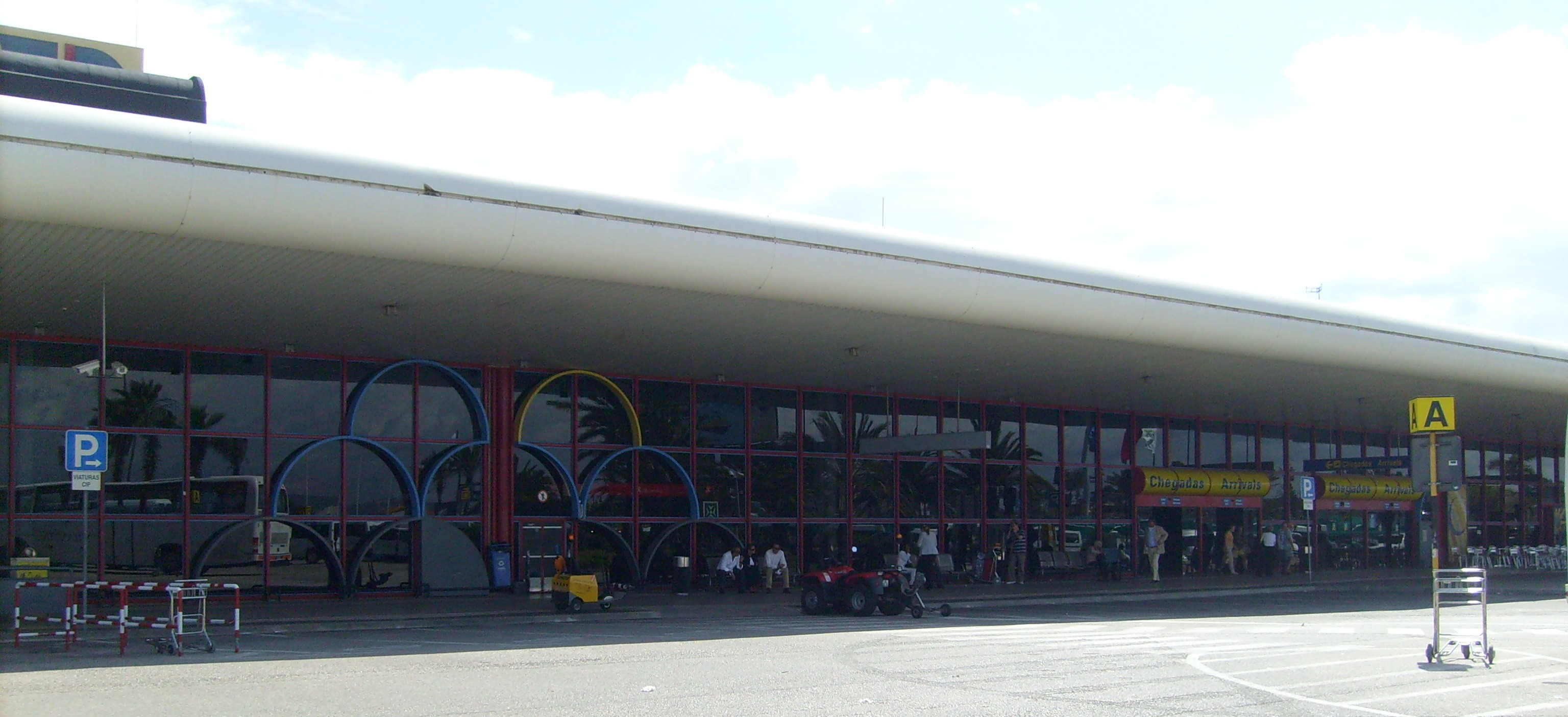
Terminal building

| شرکت‌های هواپیمایی                          | مقصدهای پروازی |
| ------------------------------------------ | --- |
| ایر لینگاس                                 | دوبلین فصلی: شهری جورج بست بلفاست، کرک، شنن |
| ایگل آزور                                  | فصلی: اورلی |
| ایر ترانسات                                | فصلی: پیرسون تورنتو |
| خطوط هوایی آزور                            | فصلی: ژان پائولو دوم |
| بریتیش ایرویز                              | گاتویک فصلی: هیترو لندن |
| بریتیش ایرویز اجرا توسط بی‌ای سیتی‌فلایر     | فصلی: لندن سی‌تی، استانستد لندن چارتر فصلی: ادینبرو، گلاسگو |
| بروکسل ایرلاینز                            | فصلی: بروکسل |
| کرندون ایرلاینز                            | بروکسل |
| کورندون داچ ایرلاینز                       | فصلی: اسخیپول آمستردام، ماستریخت آخن |
| ایزی‌جت                                     | بلفاست، بریستول، گلاسگو، جان لنون لیورپول، گاتویک، لوتن لندن، جنوبی لندن، لیون-سینت اگزوپری، نیوکاسل، شارل دوگل پاریس، اورلی، تولوز-بلانیاک فصلی: برلین شونفلد، لیل، نیس کوت دازور |
| ایزی جت سوئیس                              | فصلی: بازل-مولوز-فرایبورگ اروپا، ژنو |
| ادلوایس ایر                                | فصلی: زوریخ |
| انتر ایر                                   | چارتر فصلی: کاتوویتس، پوزنان-لاویکا، شوپن ورشو، وروتسواف کوپرنیکوس |
| یورو وینگز                                 | کلن بن، مونیخ، اشتوتگارت، وین فصلی: هامبورگ |
| یورو وینگز اجرا توسط جرمن‌وینگز             | فصلی: برلین تگل، هانوفر |
| فلای‌بی                                     | فصلی: کاردیف، دونکاستر شفیلد رابین‌هود، اکستر، ساوت‌همپتون |
| جرمنیا                                     | فصلی: درسدن, ارفورت-وایمار, مانستر اوسنابروک، نورنبرگ چارتر فصلی: جرزی |
| شبه‌جزیره ایبری اجرا توسط ایر نوستروم       | فصلی: مادرید-باراخاس |
| جت تایم                                    | فصلی: هلسینکی |
| جت۲.کام                                    | استانستد لندن فصلی: بلفاست، بیرمنگام، ایست میدلند، ادینبرو، گلاسگو، لیدز برادفورد، منچستر، نیوکاسل |
| لوفت‌هانزا                                  | فرانکفورت، مونیخ |
| لوکزایر                                    | لوگزامبورگ - فیندل چارتر فصلی: دوبلین |
| مونارک ایرلاینز                            | بیرمنگام، لیدز برادفورد، گاتویک، لوتن لندن، منچستر |
| نیکی لوفت‌فارت                              | برلین تگل، دوسلدورف فصلی: وین |
| نروجین ایر شاتل                            | استکهلم-آرلاندا فصلی: کپنهاگ، گاتویک، گاردرموئن اسلو |
| پریمرا ایر                                 | فصلی: بیلاند، کپنهاگ، گوتنبرگ-لاندوتر، استکهلم-آرلاندا |
| رایان‌ایر                                   | باووایس-تیلی، بیرمنگام، بورنموث، بریستول، بروکسل جنوب شرلروآ، دوبلین، ایست میدلند، ادینبرو، آیندهوون، فرانکفورت، فرانکفورت-هان، هامبورگ، لیدز برادفورد، جان لنون لیورپول، لوتن لندن، استانستد لندن، منچستر، مارسی پروانس ممینگن، نیوکاسل، نیوکوئی کورنوال، فرنسیسکو جسا کارنئیرو، گلاسگو پرستویک، ویزه فصلی: آبردین، بلفاست، برمن، کاردیف، کلن بن، کرک، کری، ایرلند غربی، شنن، وارساو مادلن |
| هواپیمایی اسکاندیناوی                      | کپنهاگ، استکهلم-آرلاندا |
| اسمارت‌لینکس ایرلاینز                       | چارتر فصلی: لنارت مری تالین، ویلنیوس |
| اسمارت‌وینگز اجرا توسط تراول سرویس ایرلاینز | فصلی: لیل چارتر فصلی: برنو-تورانی، لئوس جانسیک استراوا، پراگ رازیون |
| تاپ پرتغال                                 | لیسبون پورتلا |
| Thomas Cook Airlines                       | بیرمنگام، منچستر |
| Thomson Airways                            | فصلی: آبردین (پایان در ۱۹ اکتبر ۲۰۱۷), بیرمنگام، کاردیف، دونکاستر شفیلد رابین‌هود، ایست میدلند، اکستر، لیدز برادفورد، گاتویک، لوتن لندن، استانستد لندن، منچستر، نیوکاسل چارتر فصلی: دوبلین |
| ترانساویا.کام                              | اسخیپول آمستردام، آیندهوون، مونیخ (پایان در ۲۸ اکتبر ۲۰۱۷), اورلی، روتردام دی‌هیگ فصلی: خرونینگن ایلده |
| ترنسویا فرانس                              | فصلی: لیون-سینت اگزوپری، نانت آتلانتیک |
| TUI fly Belgium                            | فصلی: بروکسل، اوستند-بروگس |
| تی‌یوآی‌فلای                                 | فصلی: دوسلدورف، فرانکفورت، هانوفر، مونیخ، اشتوتگارت |
| تی‌یوآی ایرلاینز نیدرلندز                   | اسخیپول آمستردام |
| ولوتی                                      | فصلی: بوردو–مریگناک، مارسی پروانس، نانت آتلانتیک |
| ویولینگ                                    | فصلی: بارسلونا-ال پرات |
| ویز ایر                                    | فصلی: بوداپست فرنک لیست |